# Österreichischer Bauherrenpreis 1999
Mit dem Österreichischen Bauherrenpreis der Zentralvereinigung der Architekten Österreichs wurden im Jahr 1999 die folgenden Projekte ausgezeichnet:
| Realisierung                                                                | Bauherr | Planer              |
| --------------------------------------------------------------------------- | --- | ------------------- |
| Sozial- und Wirtschaftswissenschaftliche Fakultät der Universität Innsbruck | BIG Bundesimmobiliengesellschaft m.b.H. Hartmut Chromy, Gerhard Buresch                                             | henke und schreieck |
| Neubau Bundesinstitut für Sozialpädagogik in Baden                          | BIG Bundesimmobiliengesellschaft m.b.H. Hartmut Chromy, Gerhard Buresch                                             | Riegler-Riewe       |
| Raum Zita Kern in Raasdorf                                                  | Zita Kern | Artec               |
| MPreis in Steinach am Brenner                                               | MPreis mit Hans Jörg Mölk                                                                                           | Helmut Reitter      |
| Galerie im Taxispalais (Palais Fugger-Taxis)                                | Land Tirol mit Landesrat Fritz Astl                                                                                 | Hanno Schlögl       |
| Altenwohnheim in Feldkirch-Nofels                                           | Stadt Feldkirch mit Bürgermeister Wilfried Berchtold und Vizebürgermeister und Landtagsvizepräsident Günter Lampert | R. Köberl           |
| SEG Wohnturm Wagramerstraße                                                 | SEG Stadterneuerungs- und Eigentumswohnungsgesellschaft m.b.H. mit Silvia Renezeder                                 | Coop Himmelb(l)au   |